# Jacobyanella
Jacobyanella es un género de escarabajos  de la familia Chrysomelidae. En 1924 Laboissière describió el género. Contiene las siguientes especies:
- Jacobyanella amoena Weise, 1910
- Jacobyanella duvivieri (Jacoby, 1903)
- Jacobyanella elegantula (Duvivier, 1891)
- Jacobyanella femorata Laboissiere, 1924
- Jacobyanella hexaspilota (Fairmaire, 1888)
- Jacobyanella mettallica Bechyne, 1952
- Jacobyanella modesta (Brancsik, 1897)
- Jacobyanella quadriplagiata (Laboissiere, 1924)